# Солодун, Николай Иванович
Николай Иванович Солодун — советский хозяйственный, государственный и политический деятель, Герой Социалистического Труда.

## Биография
Родился в 1937 году в селе Степок. Член КПСС.
С 1958 года — на хозяйственной, общественной и политической работе. В 1958—1997 гг. — рабочий, механик совхоза «Красный Октябрь», звеньевой полеводческого звена по выращиванию картофеля, бригадир полеводческой бригады совхоза «Красный Октябрь» Стародубского района Брянской области.
Указом Президиума Верховного Совета СССР от 23 декабря 1976 года присвоено звание Героя Социалистического Труда с вручением ордена Ленина и золотой медали «Серп и Молот».
За освоение и внедрение прогрессивной технологии, комплексной механизации при возделывании технических, овощных культур, картофеля и хлопка, получение высоких и устойчивых урожаев был в составе коллектива удостоен Государственной премии СССР за выдающиеся достижения в труде 1981 года.
Умер в Стародубе в 2000 году.